# Paysafecard
Paysafecard és un mètode de prepagament electrònic per a béns i serveis digitals. El pagament amb paysafecard funciona sense necessitat d'indicar dades sensibles bancaris o de targeta de crèdit, de manera que es garanteix completament la privadesa financera. Així, l'ús de paysafecard és comparable al pagament en efectiu en qualsevol comerç, i actualment està disponible en més de 30 països. L'ús de paysafecard és en principi gratuït per al consumidor.

## Història
Paysafecard va ser fundada l'any 2000, com la primera targeta prepagament a Europa amb aprovació legal i que et permetia fer pagaments a Internet, garantits per Commerzbank a Alemanya, per BAWAG PSK a Àustria. La companyia té la seu a Viena i està disponible a Alemanya, Àustria, Espanya, Grècia, el Regne Unit, Eslovènia, Eslovàquia, Bèlgica, Xipre, República Txeca, Dinamarca, França, Irlanda, Itàlia, Luxemburg, Països Baixos, Noruega, Polònia, Romania, Suècia, Suïssa, i Argentina, té com a part dels seu nous objectius establir-se a l'entorn d'Sud-amèrica. Des de l'any 2006, Paysafecard està subvencionada pel programa eTEN de la Unió Europea, que recolza el seu establiment a tot Europa.

## Mode d'operar
1. L'usuari compra (en metàl·lic) un cupó en un punt de distribució (quiosc, botiga o cabina telefònica) en el qual disposa d'un PIN de 16 dígits.
2. Aquest PIN és usat per entrar a la pàgina web en la qual l'usuari vol pagar (i que ofereixi l'opció), de manera que l'usuari no revela dades personals ni bancàries.
3. El punt de distribució ha de confirmar (contestant online) que la transacció ha tingut lloc.

Les pàgines web que ofereixen Paysafecard com a forma de pagament són majoritàriament del sector dels jocs en línia, descàrregues de música i telefonia.
El mètode de pagament Paysafecard, comparat amb altres mètodes de pagament en línia, l'usuari no necessita facilitar les seves dades personals per pagar en línia. Però al moment de reclamar si el servei no es duu a terme, no es pot fer sense registrar-se (un usuari anònim no pot reclamar) i a més a més l'empresa prestatària del servei no pot demostrar a quina persona ha donat el servei, per tant hi ha un vuit legal, a part del mal ús que se'n pugui fer emparant-se en l'anonimat, com passava amb les targetes de prepagament telefòniques i des del 11-M s'ha decidit que no siguin anònimes.